# Antônio Pereira de Sousa Calheiros

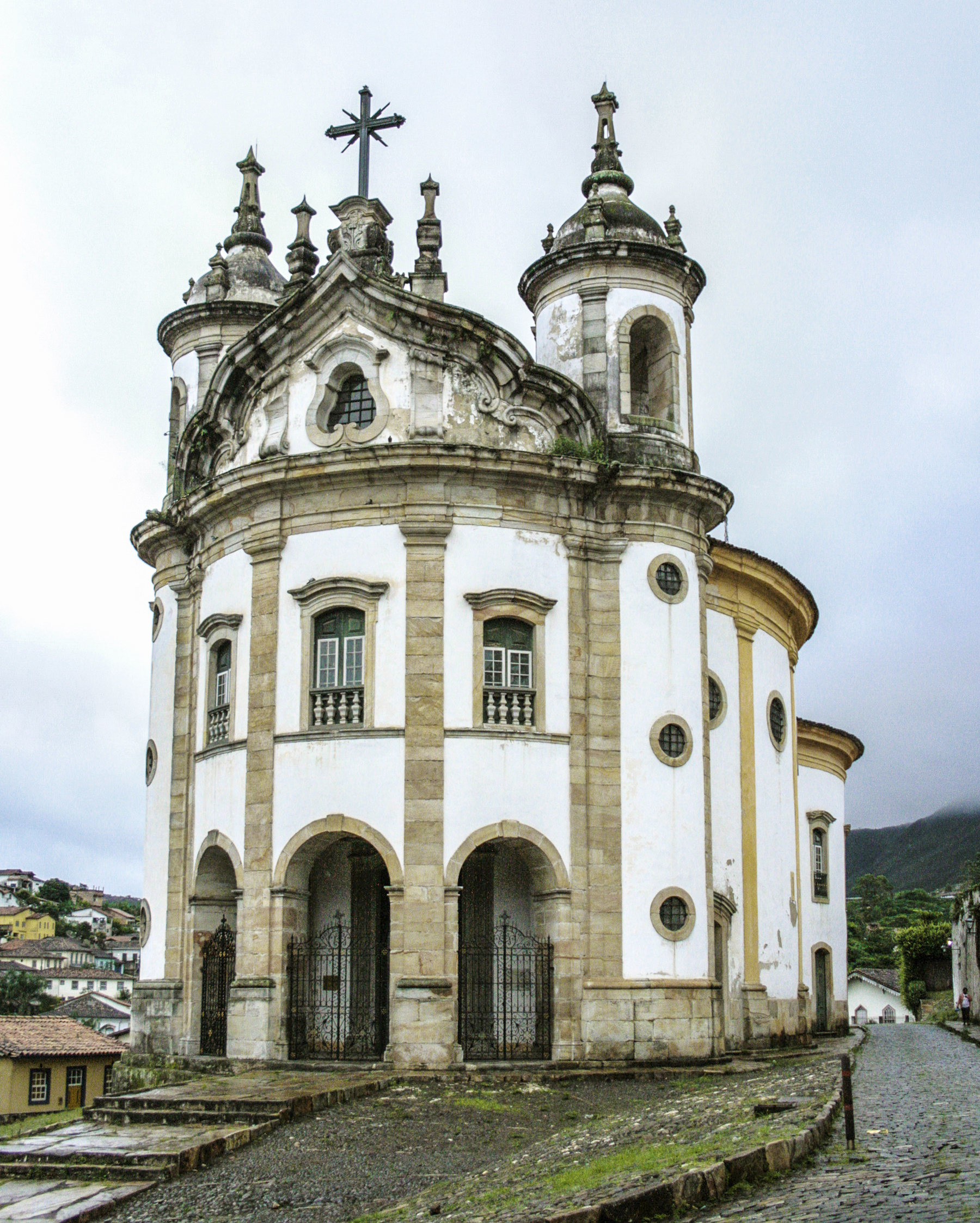
Chiesa del Rosario a Ouro Preto.

Antônio Pereira de Sousa Calheiros (Braga, XVII-XVIII secolo? – XVIII secolo) è stato un architetto portoghese attivo in Brasile.

## Biografia
Praticamente della sua vita non si sa nulla. In documenti che presentò mostrava di essere originario di Braga e di avere ottenuto la licenza in diritto canonico all'Università di Coimbra, ma a Braga non si sono trovate tracce di lui. Fra il 1732 e il 1733 comparve a Rio de Janeiro, e nel 1736 è segnalato a Tiradentes, in Minas Gerais. Successivamente lo si incontra a São João del-Rei, ove partecipò alle attività della Câmara come inviato in Portogallo per negoziare petizioni.
Sebbene poco conosciuto, a lui è stata attribuita la paternità del progetto di due chiese che sono fra le più notevoli espressioni del Barocco mineiro, la chiesa di San Pietro dei Chierici, a Mariana, e soprattutto la chiesa di Nostra Signora del Rosario dei Neri, a Ouro Preto, con piante che deviano dai modelli coloniali e si distinguono per il loro dinamismo. Fu anche autore del progetto per l'altare della Matrice di Antônio Dias, a Ouro Preto, e secondo Eduardo de Oliveira potrebbe aver progettato la chiesa di Nostra Signora della Mercede a São João del-Rei e la cappella di Sant'Ovidio di Caldelas, che sarebbe la sua unica opera portoghese. Nella valutazione dell'IPHAN «la chiesa di Nostra Signora del Rosario è considerata dagli specialisti come l'espressione massima del Barocco coloniale mineiro».